# 軒尼詩 (香港總督)
軒尼詩爵士，KCMG（1834年—1891年10月7日），英國政治家、殖民地官員，第8任香港總督。

## 生平

### 早年生涯
軒尼詩，1834年生於愛爾蘭科克郡:1，他的父親是獸皮商人，名約翰·軒尼詩，而他的母親，則是牛油商人之女，名伊麗莎白·凯西，夫婦二人都是信仰羅馬天主教、反對英國統治的人士。軒尼詩的父親稱自己為當地鄉紳的後代，自號凱里郡巴利軒尼詩的軒尼詩（Hennessy of Ballyhennessy, co. Kerry）。軒尼詩年幼時體弱多病，患有慢性支氣管炎（Chronic bronchitis），不能上學，只能在家中隨私人教師學習。他遵從家人意愿，在愛爾蘭女皇學院（Queen's College, Cork）修讀醫科，深造五年後，以一級榮譽畢業。1855年5月，軒尼詩離開愛爾蘭，前往英格蘭，到倫敦查靈十字醫院（Charing Cross Hospital）繼續學醫，次年卻棄醫從政，到樞密院辦公室任職員。後來，他入讀內殿律師學院，修讀法律。

### 國會生涯
在修讀期間，軒尼詩以保守黨人身份，在國王郡（King's County）選區參選國會議員。他不加入自由黨的原因是，自由黨黨魁威廉·格萊斯頓任相時推行了多項反天主教徒政策。軒尼詩尤其敬仰保守黨貿易保護主義一派領軍人物本杰明·迪斯雷利，在競選演說中表示自己對迪斯雷利的外交政策有信心。但是，他對迪斯雷利的愛爾蘭政策有所保留。軒尼詩最後在沒有財雄勢大的人支持的情況下，成功當選議員，成為首位信仰羅馬天主教的保守黨籍下議院議員。
軒尼詩主張修改愛爾蘭土地法，填海造地安置移民，改革教育制度。擔任議員期間，他作出了一些貢獻，推動了國會修訂濟貧法（Poor law）、監獄法（Prison Ministers Act）、采礦守則法（Mines Regulation Acts）。1861年11月，軒尼詩終於取得律師資格。不過，他在同年大選中以七票之差落敗。軒尼詩落選的原因是馬車車夫不愿為他運載選民到票站，為他投票。馬車車夫之所以不愿這樣做，是因為他還未償還在上次大選中欠下的車費。
在此期間，軒尼詩參與了投機活動，又收A·M·科寧厄姆（A. M. Conyngham）為情婦，育有兩名私生子女。1866年，他借得2,000英鎊，企圖與姓坎寧（Canning）的富家女結婚，挖盡對方家財，遭到失敗。同年，保守黨在大選中擊敗自由黨，上臺執政，在新政府中擔任財政大臣的迪斯雷利安排正在鄉間避債的軒尼詩為纳闽總督。

### 早年殖民地生涯
1867年，軒尼詩出任纳闽總督。纳闽貧窮落後，遍布沼澤，他在當地難有作為。軒尼詩擔任總督期間，改善了囚犯待遇，提高稅率，不過，他與其他官員發生衝突，受到殖民地部批評。
1868年2月4日，他迎娶當地歐亞混血女子凱瑟琳·伊麗莎白（Katherine Elizabeth）為妻。凱瑟琳家境並不富裕，在英國、瑞士兩地接受教育，父親是殖民地官員、前一任納閩總督休·洛（Hugh Low），母親是有著蘇格蘭人與馬來人血統的混血兒凱瑟琳。小凱瑟琳是夫婦二人的獨女，在兩人的子女中排行第二。軒尼詩與凱瑟琳的婚姻生活並不愉快，但兩人育有三名子女，其中一男理查德（Richard）的長子，約翰·波普-軒尼詩爵士（Sir John Pope-Hennessy）為美術史學家，曾擔任大英博物館館長。1871年，政府選定軒尼詩為下一任巴哈马總督，他在同年9月離開纳闽，啟程返國。
1872年2月，殖民地部派遣軒尼詩前往塞拉利昂自由城，出任署理西非殖民地總督，管轄塞拉利昂、甘比亞、黃金海岸與拉哥斯四地。他不顧殖民地部建議，堅持攜帶三歲長子約翰到自由城，結果約翰很快因染上當地流行的痢疾而病逝。軒尼詩上任後，任命當地人為高級官員，批評前來的基督新教傳教士，稱贊當地的回教徒，支持爱德华·威尔莫特·布莱登在當地建立大學。他在自由城推行卫生改革，又在塞拉利昂取消直接税，還取消了木材稅。軒尼詩改變稅率，法國商人從中得益最多。自由城的非裔居民對他的評價相當高，後來更設立了“軒尼詩日”以紀念他。離任時，軒尼詩稱政府有5,000英鎊收入。結果，核數師發現他沒有把整整一個月的開支計算在內。海關的收入也未如理想，收入不但沒有增加，還減少了不少。1872年，英荷雙方簽訂條約，規定荷方將黃金海岸東部的要塞交予英方。此後，英國政府任命軒尼詩為黃金海岸總督。他同時獲英女皇頒發聖米迦勒及聖喬治三等勛章（CMG）。當地城市埃爾米納（Elmina）的居民在得知此事後，發起暴動，在事件中有人身亡。

### 擔任香港總督
軒尼詩於1877年4月2日就任香港總督，在任期間推動多項政策以提升華人地位及促進香港發展。他意識到華人對香港經濟的重要性，廢除禁止華人在中環購買土地、建造樓宇及經營業務的法令，促進中環地區的急劇發展。1880年，他協助本地華人領袖取消香港大會堂博物館及圖書館的歧視政策，允許華人在特定時段使用相關設施。
軒尼詩亦准許香港華人歸化英籍，成為英國公民，並於1880年委任伍廷芳出任定例局（立法局、立法會的前身）首位華人議員，打破自1842年以來華人不准參政的局面。
軒尼詩於1880年5月批准設立保良公局，以應對誘拐婦孺、逼良為娼、販賣人口等問題。
在刑罰改革方面，軒尼詩致力減少笞刑，並於1880年促成殖民地部廢除打烙印及笞刑。他亦解除笞刑刑具九尾鞭的死結，減輕犯人被體罰的痛苦。惟當時英國殖民地部大臣卡納芬伯爵認為，如果對某些中國罪犯停止笞刑，將吸引廣東犯罪分子來港。
教育政策上，軒尼詩主張英語教學，改革中央書院的課程，將原來各四小時的中、英文教學制度改為五小時英文及兩小時半中文教學，並把英語列為必修課。1895年起，規定新設立的學校若不以英語為教學媒介，便不能獲得政府資助。
軒尼詩在任內致力消除種族歧視及隔離政策，惟其政策被部分歐籍人批評為「偏袒華人」，認為此舉導致罪案增加及華人紀律鬆散。1882年軒尼詩離港時，英商中無人參加傳統的碼頭送行儀式，惟華人領袖到場送別，並贈送禮物及繡匾。

## 以其命名的事物
- 軒尼詩道：連接香港灣仔與銅鑼灣的主要道路。[6]

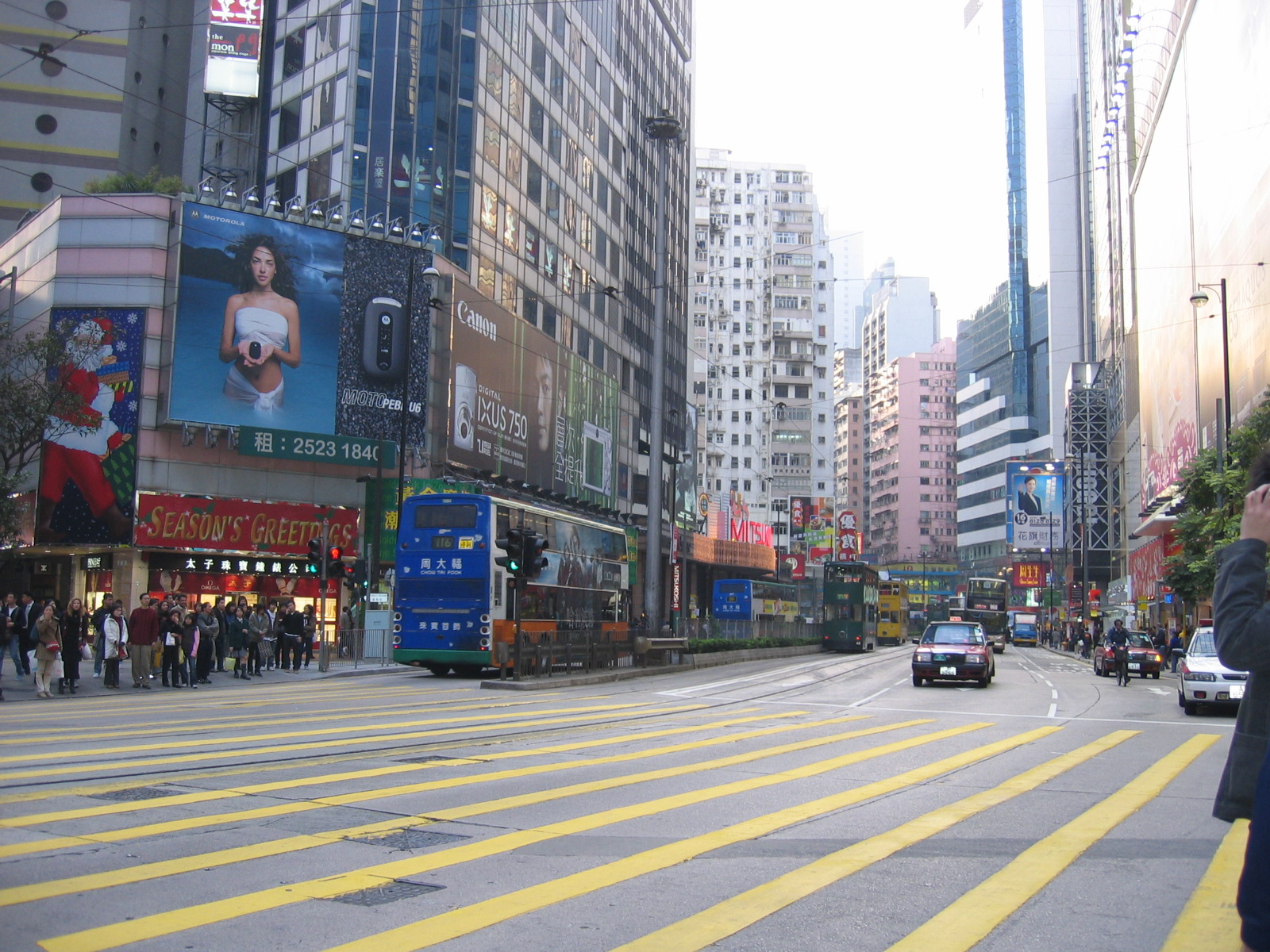
軒尼詩道

- 軒尼詩道官立小學：以軒尼詩道命名的香港官立小學。